# Хоторн (Невада)
Хоторн (енгл. Hawthorne) насељено је место без административног статуса у америчкој савезној држави Невада.

## Демографија
По попису из 2010. године број становника је 3.269, што је 42 (-1,3%) становника мање него 2000. године.
| Група             | 2000.         | 2010.         |
| Белци             | 2.629 (79,4%) | 2.572 (78,7%) |
| Афроамериканци    | 204 (6,2%)    | 165 (5,0%)    |
| Азијати           | 40 (1,2%)     | 49 (1,5%)     |
| Хиспаноамериканци | 305 (9,2%)    | 318 (9,7%)    |
| Укупно            | 3.311         | 3.269         |